# タルトロン酸-セミアルデヒドシンターゼ
タルトロン酸-セミアルデヒドシンターゼ(Tartronate-semialdehyde synthase、EC 4.1.1.47)は、以下の化学反応を触媒する酵素である。
2 グリオキシル酸 {\displaystyle \rightleftharpoons } タルトロン酸セミアルデヒド + CO2
従って、この酵素の基質は、グリオキシル酸のみ、生成物は、タルトロン酸セミアルデヒドと二酸化炭素の2つである。
この酵素はリアーゼ、特に炭素-炭素結合を切断するカルボキシリアーゼに分類される。系統名は、グリオキシル酸 カルボキシリアーゼ (二量化タルトロン酸セミアルデヒド形成)(glyoxylate carboxy-lyase (dimerizing tartronate-semialdehyde-forming))である。他に、tartronate semialdehyde carboxylase、glyoxylate carbo-ligase、glyoxylic carbo-ligase、hydroxymalonic semialdehyde carboxylase、tartronic semialdehyde carboxylase、glyoxalate carboligase、glyoxylate carboxy-lyase (dimerizing)等とも呼ばれる。この酵素は、グリオキシル酸とジカルボン酸の代謝に関与している。補酵素として、フラビンアデニンジヌクレオチドとチアミンピロリン酸の2つを必要とする。